# Leon Surmelian

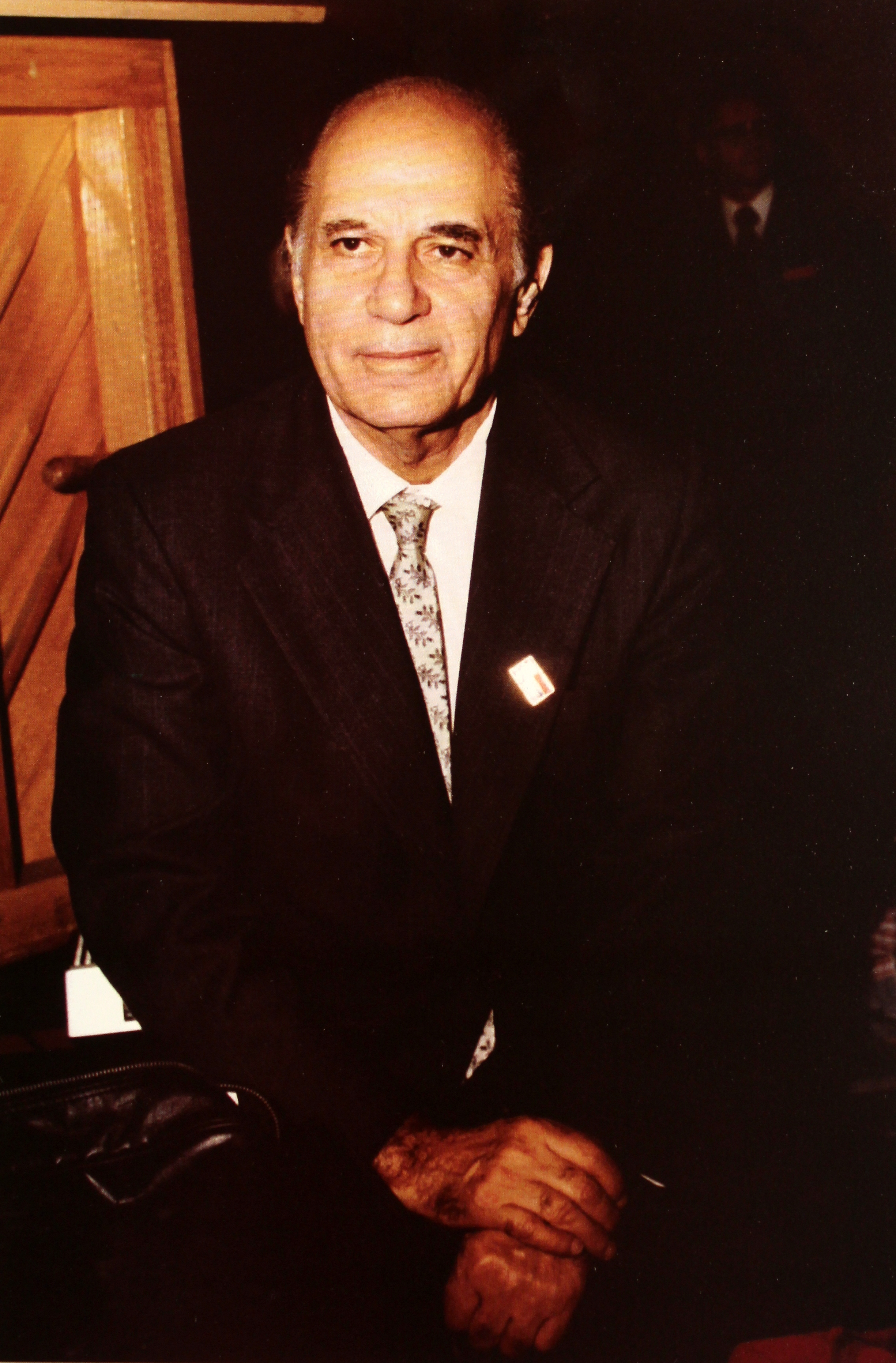
Leon Surmelian (ohne Jahr)

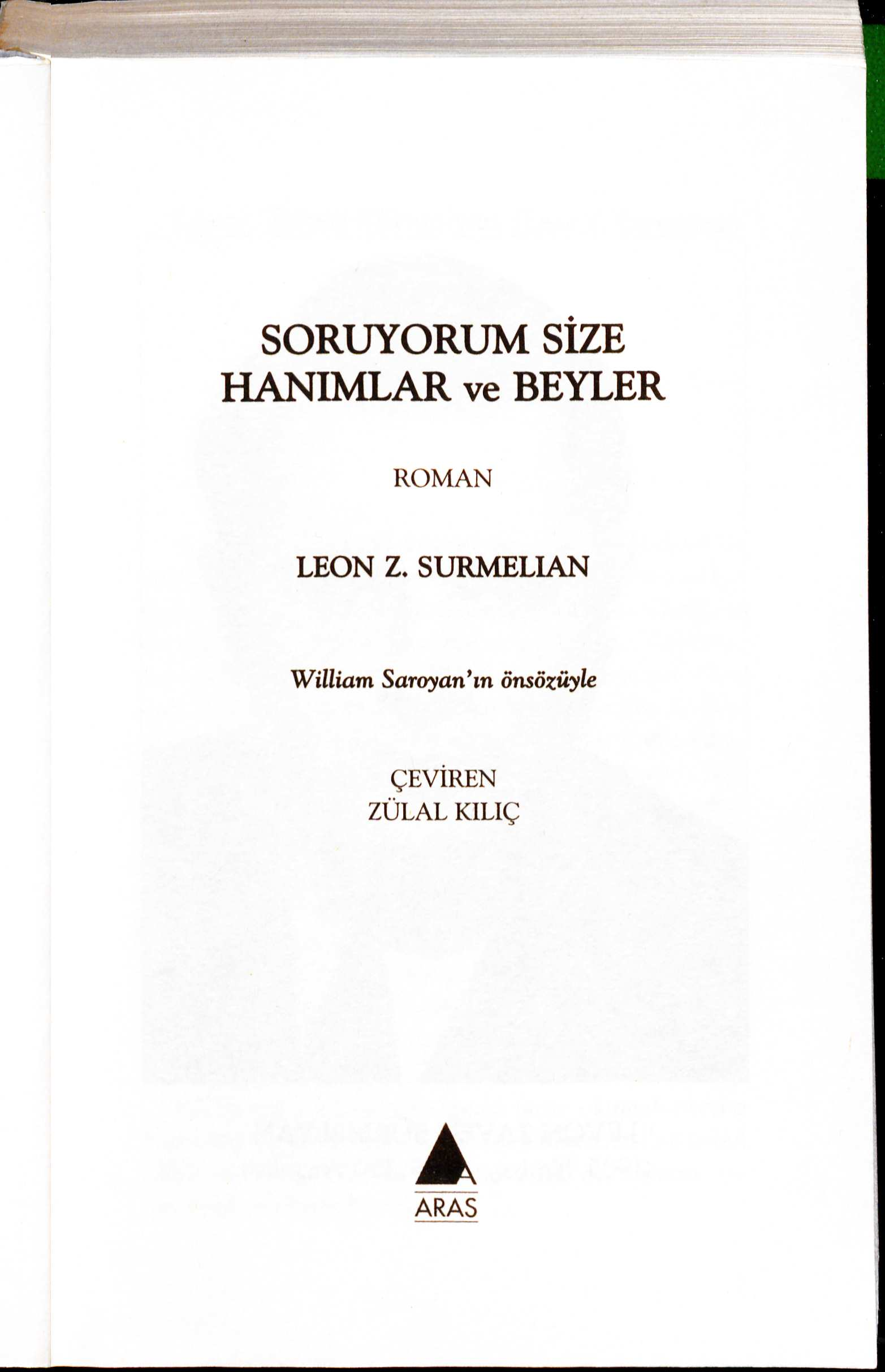
I ask you, ladies and gentlemen. Übersetzung ins Türkische (2013)

Leon Zaven Surmelian (armenisch Լեւոն Զաւէն Սիւրմէլեան; geboren 24. November 1905 in Trabzon, Osmanisches Reich; gestorben 3. Oktober 1995 in Los Angeles) war ein US-amerikanischer Schriftsteller armenischer Herkunft.

## Leben
Leon Surmelian war der Sohn eines Apothekers in Trabzon. Beim Genozid an den Armeniern verlor Surmelian 1915 beide Eltern und wurde zunächst von einem Freund der Familie, einem Arzt griechischer Herkunft, adoptiert. Nach den Kriegswirren besuchte er ab 1918 in der Türkei eine Landwirtschaftsschule in Armasch (bei İzmit) und kam dann in ein kirchliches Waisenhaus in Konstantinopel. Im Jahr 1922 emigrierte er mit einer armenischen Organisation in die USA. Er besuchte Universitäten in Nebraska und Kalifornien.
1931 wurde er Herausgeber des Armenian Messenger in Los Angeles. 1945 veröffentlichte er sein erstes Buch, die (autobiografische) Geschichte eines zehnjährigen Jungen im armenischen Genozid. Surmelian erhielt Lehraufträge an Schulen und Hochschulen, so zwischen 1961 und 1974 Kurse zum Kreativen Schreiben an der UCLA.
Surmelian übersetzte das armenische Nationalepos David von Sassun ins Englische.

## Werke (Auswahl)
- I ask you, ladies and gentlemen. Roman. London : V. Gollancz, 1946
  - Soruyorum size hanımlar ve beyler : roman. Vorwort William Saroyan. Aus dem Englischen ins Türkische übersetzt Zülal Kılıç. İstanbul : Aras, 2013 ISBN 978-605-57-5339-9. Vita auf Seite 7 und 8.
- 98.6.̊. Roman. New York, Dutton, 1950
- Daredevils of Sassoun : the Armenian national epic. Übersetzung Leon Z Surmelian. Denver : Alan Swallow, 1964
- For apples of Immortality: Folktales of Armenia. Berkeley : University of California Press, 1968
  - Armenische Märchen und Volkserzählungen. Gesammelt und herausgegeben von Leon Surmelian. Aus dem Englischen übertragen von Zora Shaked. Frankfurt am Main : Insel-Verlag, 1991
- Techniques of Fiction Writing: Measure and Madness. Garden City, N.Y. : Doubleday, 1968